# Jairo Martínez
Jairo Manfredo Martínez Puerto (né le 14 mai 1978 à La Ceiba au Honduras) est un footballeur international hondurien, qui évoluait au poste d'attaquant.

## Biographie

### Carrière en sélection
Avec l'équipe du Honduras, il joue 37 matchs (pour 13 buts inscrits) entre 1999 et 2007. Il figure notamment dans le groupe des sélectionnés lors des Gold Cup de 2000, de 2003 et de 2007.
Il participe également aux Jeux olympiques de 2000. Lors du tournoi olympique, il joue deux matchs : contre le Nigeria et contre l'Italie.

## Palmarès
| CD Motagua - Championnat du Honduras (5) : - Champion : 1997 (Ouverture), 1998 (Clôture), 1999 (Ouverture), 2000 (Clôture) et 2006 (Ouverture). - Supercoupe du Honduras (1) : - Vainqueur : 1997-98. |  | CD Olimpia - Championnat du Honduras (2) : - Champion : 2005 (Ouverture) et 2006 (Clôture). |